# Плява
Плявата е остатъчен продукт в резултат на вършитбата на растения. Състои се от малки, лесно отделящи се части на зърнени и бобови растения - част от стебла, цветове, люспи и т.н.
Плявата се използва като хранителен продукт за животни. По състав е най-близка до сламата, но я превъзхожда по съдържание на азот и обикновено е по-лесно смилаема в прясно състояние. Когато изсъхне, говедата я ядат неохотно, но тя може да има вредно въздействие върху лигавицата на устата и стомаха и по този начин може да причини смърт. Затова е общоприето плявата да се дава под формата на запарка. Най-често се приготвя в дървен съд - редуват се плява, трици и кюспе с малко сол, след което се изсипва вряща вода. По този начин плявата е много по-мека и по-лесно се усвоява от организма на едрия рогат добитък.

Плявата често служи като материал за производството на различни продукти (като например саксии за разсад). Тя е екологично чист продукт, 